# Sebastián Crismanich
Sebastián Crismanich (Corrientes, 30 de outubro de 1986) é um taekwondista argentino. Foi campeão pan-americano em 2011 e olímpico em Londres 2012.

## Carreira
Sebastián competiu nos Jogos Olímpicos de 2012, na qual conquistou a medalha de ouro.
Atual campeão olímpico, Crismanich não conseguiu a classificação para o Rio 2016, perdendo no pré-olímpico em março de 2016.